# Gutsbezirk Spessart
Gutsbezirk Spessart – obszar wolny administracyjnie (gemeindefreies Gebiet) w Niemczech w kraju związkowym Hesja, w rejencji Darmstadt, w powiecie Main-Kinzig-Kreis. Teren jest niezamieszkany.